# 海塔夫蘭鎮區 (明尼蘇達州貝克縣)
海塔夫蘭鎮區（英語：Height of Land Township）是位於美國明尼蘇達州貝克縣的一個行政鎮區。

## 地方資料
海塔夫蘭鎮區的面積為185.20平方千米，當中陸地面積為150.30平方千米，而水域面積為34.90平方千米。根據2020年美國人口普查的數據，當地共有人口682人，而人口密度為每平方千米3.68人。